# Detective Pikachu
Detective Pikachu és un videojoc d'aventures desenvolupat per Creatures Inc. publicat per The Pokémon Company i distribuït per Nintendo per a la Nintendo 3DS. El joc és un spin-off de la franquícia Pokémon, on els jugadors treballen amb un pikachu parlant per resoldre misteris.
El joc va començar com una demo o versió de prova descarregable més curta titulada Meitantei Pikachū: Shin Konbi Tanjō' que va ser llançada exclusivament al Japó de forma digital el 3 de febrer de 2016. Després d'aquesta i la seva bona recepció, es van desenvolupar la resta de capítols del videojoc i finalment el joc complet va tenir el seu llançament mundial en format físic el 23 de març de 2018 per a consoles de la família Nintendo 3DS.

## Jugabilitat
Detective Pikachu és un joc d'aventures en què els jugadors controlen Tim Goodman mentre treballa juntament amb el detectiu Pikachu per resoldre diversos misteris. Això s'aconsegueix caminant per les escenes, trobant pistes potencials i parlant amb persones i pokémons per descobrir nova informació.

## Desenvolupament
El desenvolupament de Detective Pikachu va ser gestionat per Creatures Inc. i va començar a mitjans de 2013. El joc es va revelar per primera vegada l'octubre de 2013 durant un episodi del programa de televisió japonès The Professionals com a part d'un perfil del CEO de The Pokémon Company, Tsunekazu Ishihara. NHK, la cadena de televisió del programa, va filtrar informació sobre el joc al seu lloc web abans de l'emissió del programa. Els primers plans del joc representen un Pikachu en blau. Més tard aquell any, Nintendo va presentar una marca registrada pel nom de Great Detective Pikachu. Els desenvolupadors van publicar un tràiler de debut a finals de gener de 2016, una setmana abans del llançament del joc.
La decisió d'incloure la veu la va prendre Junichi Masuda, que va exercir de director i compositor de la sèrie i volia tenir un pikachu parlant. En una entrevista del 2018, Masuda i Creatures Inc. van revelar que la intenció original de l'anime era parlar de Pokémon, però el productor del programa OLM, Inc. no va poder plantejar un concepte que Game Freak acceptés. En el joc, Pikachu porta un caçador de cérvols, inspirant-se en les representacions populars de Sherlock Holmes.

## Adaptació cinematogràfica
El 20 de juliol del 2016, quatre dies després de l'estrena de la 19a pel·lícula al Japó i catorze dies després de l'èxit de Pokémon GO, la companyia cinematogràfica nord-americana de capital xinès Legendary Entertainment va anunciar que havia adquirit els drets per fer una pel·lícula d'acció en viu basada en el personatge del detectiu Pikachu. La pel·lícula va començar la seva producció el 2017. Aquell mateix any es va informar que Alex Hirsch i Nicole Perlman estarien escrivint el guió. Dean Israelite, Robert Rodríguez i Tim Miller van ser considerats com a directors potencials. Toho seria l'encarregat de distribuir la pel·lícula al Japó, mentre que Universal Pictures ho faria a fora del país. El 30 de novembre de 2016, Termini límit va revelar que Legendary Entertainment havia triat Rob Letterman per dirigir la pel·lícula. El 15 d'octubre de 2017, es va anunciar que la filmació començaria al gener de 2018. El mes següent, Justice Smith va ser elegit com a protagonista Kathryn Newton va entrar al repartiment al final d'aquell mes. El 6 de desembre de 2017, es va anunciar que Ryan Reynolds havia estat elegit en el paper del detectiu Pikachu. Altres actors considerats per al paper van ser Dwayne Johnson, Mark Wahlberg i Hugh Jackman. L'11 de desembre de 2017, Universal va anunciar que la pel·lícula seria estrenada el 9 de maig de 2019. La pel·lícula ha estat doblada al català.